# SN 2007G
SN 2007G – supernowa typu II odkryta 9 stycznia 2007 roku w galaktyce UGC 68. W momencie odkrycia miała maksymalną jasność 17,50m.